# Geodyn
Geodyn – urządzenie badawcze używane w geologii inżynierskiej do generowania stałych drgań przenoszonych na grunt. Pozwala na badanie prędkości rozchodzenia się drgań i ich charakteru, a w konsekwencji na określanie cech sprężystych podłoża budowlanego.